# صافي قيمة الأصول
صافي قيمة الأصول هو قيمة الأصول للمنشأة مطروحًا منها قيمة التزاماتها، غالبًا ما تكون ذات صلة بصناديق الاستثمار المفتوحة أو صناديق الاستثمار المشترك، إذ تُسترد حصص هذه الصناديق المسجلة لدى هيئة الأوراق المالية والبورصات الأمريكية من صافي قيمة أصولها. صافي قيمة الأصول رقم رئيسي لصناديق التحوط وصناديق رأس المال المجازف، يؤخذ بالاعتبار عند حساب قيمة الاستثمارات الأساسية في هذه الصناديق من قبل المستثمرين. ربما يكون هو نفسه القيمة الدفترية أو قيمة حقوق المساهمين في ملكية شركة ما. ربما يمثل صافي قيمة الأصول قيمة إجمالي حق الملكية للمساهمين أو يُقسّم على عدد الأسهم القائمة المحتفظ بها من قبل المستثمرين، ما يمثل صافي قيمة الأصول لكل سهم.

## بصورة عامة
صافي قيمة الأصول وغيرها من أنشطة مسك الدفاتر والمحاسبة هي نتيجة عملية محاسبة الصندوق (المعروفة أيضًا باسم محاسبة الأوراق المالية ومحاسبة الاستثمار ومحاسبة المحفظة الاستثمارية). أنظمة محاسبة الصندوق هي أنظمة محوسبة متطورة تستخدم لحساب تدفقات رأس مال المستثمر داخل وخارج الصندوق ومشتريات ومبيعات الاستثمارات وتتعلق بإيرادات الاستثمار والأرباح والخسائر ومصروفات التشغيل للصندوق. تُقيم استثمارات الصندوق والأصول الأخرى بانتظام، يوميًا أو شهريًا أو أسبوعيًا، اعتمادًا على الصندوق والمتطلبات التنظيمية أو متطلبات الرعاية المرتبطة به. لا توجد طريقة أو أساس عالمي لتقييم الأصول والالتزامات لأغراض حساب صافي قيمة الأصول المستخدمة في جميع أنحاء العالم، وتعتمد المعايير المستخدمة في التقييم على ظروف وأغراض التقييم وأي مبادئ تنظيمية و/أو محاسبية التي ربما تُطبق. على سبيل المثال، بالنسبة لصناديق الاستثمار المفتوحة المسجلة في الولايات المتحدة، تُقيم الاستثمارات عادة بشكل يومي في بورصة نيويورك للأوراق المالية من الافتتاح وحتى سعر الإغلاق (المقصود تمثيل القيمة العادلة) في الرابعة مساء بتوقيت المنطقة الزمنية الشرقية. بالنسبة لصناديق الاستثمار المفتوح المسجلة في الولايات المتحدة، غالبًا ما تُنقل الاستثمارات أو تُقيم «بالتكلفة المستهلكة» بدلًا من القيمة السوقية للأغراض النفعية وغيرها، شريطة تلبية متطلبات مختلفة باستمرار.
عند إكمال عملية التقييم وبمجرد نشر جميع إدخالات المحاسبة المناسبة الأخرى، «تُغلق» دفاتر المحاسبة ما يتيح حساب وإنتاج مجموعة متنوعة من المعلومات بما في ذلك صافي قيمة الأصول لكل سهم.

## صناديق الاستثمار المفتوحة
يُستخدم صافي قيمة الأصول بشكل شائع في سياق صناديق الاستثمار المفتوحة. لا يتم تداول الأسهم والفوائد في هذه الصناديق بين المستثمرين، ولكن تُصدر من قبل الصندوق لكل مستثمر جديد وتُسترد من قبل الصندوق عند انسحاب المستثمر. سيصدر الصندوق ويسترد الأسهم والفوائد بسعر يُحسب بالرجوع إلى صافي قيمة الأصول للصندوق، بقصد أن يحصل المستثمرون الجدد على نسبة عادلة من الصندوق ويحصل المستثمرون على تعويض بنسبة عادلة من قيمة الصندوق نقدًا.
على سبيل المثال، إذا لدى الصندوق 200 مليون دولار أمريكي ومليون سهم في الإصدار في يوم معين، فإن «صافي قيمة الأصول للسهم الواحد» -السعر الذي يُصدر السهم به- هو 200 دولار. الشخص الذي يستثمر 40 مليون دولار في ذلك اليوم سيحصل على 200.000 سهم. بعد استثماره مباشرة، سيكون صافي قيمة الأصول الكلي للصندوق 240 مليون دولار، إذ تصبح أموال المستثمر الجديد جزءًا من الصندوق ومتاحة للاستثمار من قبل الصندوق. يحق للمستثمر بعد ذلك الحصول على السدس مهما كانت قيمة الصندوق عندما يسحب استثماره، إذا لم يُبدل السدس العائد له في ذلك الوقت بأي عمليات سحب أو استثمارات أخرى في الصندوق.
لذلك فإن تقييم الأصول والالتزامات في صندوق استثمار مفتوح مهم للغاية للمستثمرين. إذا كانت قيمة الأصول الصافية في المثال أعلاه مع الأصول نفسها، حُسِبت بمبلغ 160 مليون دولار (وصافي قيمة الأصول للسهم بمبلغ 160 دولارًا)، فسيحصل المستثمر على 250.000 سهم ويحق له الحصول على خمس من قيمة الصندوق. في المقابل، يجري تداول صناديق الاستثمار المغلقة في السوق المفتوحة بين المستثمرين وبالتالي فإن سعر الأسهم أو الفوائد في صندوق استثمار مغلق سيتفق عليه الطرفان، والذي ربما لا يتطابق مع صافي قيمة الأصول للصندوق. يجري تداول الأسهم المتداولة العامة في هذه الصناديق بشكل عام بسعر أقل من صافي قيمة الأصول.

## تقييم الأصول في صناديق الاستثمار المفتوحة وصناديق التحوط
يُحسب صافي قيمة الأصول لمخطط استثمار جماعي (مثل صندوق استثمار أمريكي أو صندوق تحوط) بالرجوع إلى القيمة الإجمالية لمحفظة الصندوق (أصوله) مطروحًا منها الالتزامات المستحقة (الأموال المستحقة للمصارف المُقرضة والرسوم المستحقة لمديري الاستثمار ومقدمي الخدمات والالتزامات الأخرى).
يتضمن حساب صافي قيمة الأصول لصندوق التحوط، حساب إيرادات الصندوق ومستحقات المصروفات وتسعير الأوراق المالية بالقيمة السوقية الحالية، وهي مهمة أساسية لمدير الصندوق، لأنه السعر الذي سيشتري ويبيع المستثمرون به الأسهم في الصندوق. الحساب الدقيق وفي الوقت المناسب لصافي قيمة الأصول من قبل المسؤول ضروري جدًا.
قضية أنور ضد فيرفيلد غرينتش (محكمة الولايات المتحدة المحلية للمنطقة الجنوبية من نيويورك) هي القضية الرئيسية المتعلقة بمسؤولية مدير الصندوق عن الفشل في التعامل مع الالتزامات المتعلقة بصافي قيمة الأصول بشكل صحيح. سوّى المدعى عليهم القضية عام 2016، إذ دُفع 235 مليون دولار من قبل مدعي أنور. قررت المحكمة في القضية قبل التسوية أنه «من المعقول أن نستنتج من ادعاءات المدعين أن المسؤولين أدركوا أن المدعين سيعتمدون -وفعلوها- على بياناتهم في صافي قيم الأصول للصناديق التي أُرسلت إلى المستثمرين.... بناءً على ذلك، وجدت المحكمة أن المدعين يزعمون وجود علاقة بين المستثمرين والمسؤولين الذين يترتب عليهم واجب الرعاية...».